# Liste der Monuments historiques in Treffiagat
Die Liste der Monuments historiques in Treffiagat führt die Monuments historiques in der französischen Gemeinde Treffiagat auf.

## Liste der Bauwerke
| Bezeichnung            | Beschreibung | Standort                | Kennzeichnung | Schutzstatus | Datum | Bild           |
| ---------------------- | ------------ | ----------------------- | ------------- | ------------ | ----- | -------------- |
| Notre-Dame-des-Flots   |              | (Lage)                  | PA00090069    | Inscrit      | 1926  |                |
| Menhir von Quélarn     |              | Route de Quélarn (Lage) | PA00090458    | Classé       | 1923  | weitere Bilder |
| Menhir von Léhan       |              | (Lage)                  | PA00090457    | Classé       | 1923  | weitere Bilder |
| Menhir von Squividan   |              | Le Reun (Lage)          | PA00090456    | Classé       | 1975  | weitere Bilder |
| Rochers gravés du Reun |              | Le Reun (Lage)          | PA00090459    | Inscrit      | 1974  | weitere Bilder |
| Stèle protohistorique  |              | Lestrediagat (Lage)     | PA00090460    | Inscrit      | 1974  |                |

## Liste der Objekte
- Monuments historiques (Objekte) in Treffiagat in der Base Palissy des französischen Kultusministerium